# Miconia coelestis
Miconia coelestis är en tvåhjärtbladig växtart som först beskrevs av David Don, och fick sitt nu gällande namn av Charles Victor Naudin. Miconia coelestis ingår i släktet Miconia och familjen Melastomataceae. Inga underarter finns listade i Catalogue of Life.